# Âm tiểu thiệt

Vị trí cấu âm tiểu thiệt là điểm số 9.

Âm tiểu thiệt (tiếng Anh: uvular consonant), còn gọi là âm lưỡi nhỏ hay âm lưỡi gà, là những phụ âm có vị trí cấu âm nằm ở lưỡi gà.

## Tần suất
Trong số 566 ngôn ngữ mà Maddieson (2005:30) khảo sát, chỉ 1/6 trong đó sở hữu phụ âm tiểu thiệt.

## Ví dụ
Hiệp hội Ngữ âm Quốc tế phân biệt các biển thể âm tiểu thiệt sau:
| IPA | Miêu tả                              | Ví dụ                                 | Ví dụ        | Ví dụ         | Ví dụ            |
| IPA | Miêu tả                              | Ngôn ngữ                              | Chính tả     | IPA           | Nghĩa            |
| --- | ------------------------------------ | ------------------------------------- | ------------ | ------------- | ---------------- |
|     | âm mũi tiểu thiệt hữu thanh          | tiếng Nhật                            | 日本 Nihon   | [ɲ̟i.hoɴ]      | Nhật Bản         |
|     | âm tắc tiểu thiệt vô thanh           | tiếng Ả Rập                           | قصةٌ qiṣṣatun | [qisˤˈsˤɑtun] | câu chuyện       |
|     | âm tắc tiểu thiệt hữu thanh          | tiếng Inuktitut                       | utirama      | [ʔutiɢama]    | vì tôi quay lại  |
|     | âm xát tiểu thiệt vô thanh           | tiếng Tây Ban Nha châu Âu             | enjuto       | [ẽ̞ɴˈχut̪o̞]     | gầy              |
|     | âm xát tiểu thiệt hữu thanh          | tiếng Pháp                            | rester       | [ʁɛste]       | ở lại            |
|     | âm rung tiểu thiệt hữu thanh         | tiếng Pháp (giọng Paris thế kỷ 20)    | Paris        | [paˈʀi]       | Paris            |
| ʀ̥   | âm rung tiểu thiệt vô thanh          | tiếng Pháp (giọng Bỉ)                 | triste       | [t̪ʀ̥is̪t̪œ]      | buồn             |
|     | âm tắc phụt tiểu thiệt               | tiếng Quechua                         | q'allu       | [ˈqʼaʎu]      | sốt cà chua      |
| q͡χʼ | âm tắc-xát phụt tiểu thiệt           | tiếng Gruzia                          | ყოფა/q'opa   | [q͡χʼɔpʰɑ]     | tồn tại          |
| χʼ  | âm xát phụt tiểu thiệt               | tiếng Tlingit                         | x̱'aan        | [χʼàːn]       | lửa              |
|     | âm hút vào tiểu thiệt hữu thanh      | tiếng Mam                             | q'a          | [ʛa]          | lửa              |
| ʠ   | âm hút vào tiểu thiệt vô thanh       | tiếng Q’anjob’al                      | Q'anjob'al   | [ʛ̥anχoɓal]    | Tiếng Q'anjob'al |
| ɢ̆   | âm vỗ tiểu thiệt hữu thanh           | tiếng Hiw                             | [βɔ̞ʀ̆]        | [βɔ̞ʀ̆]         | hoa dâm bụt      |
| ʁ̞   | âm tiếp cận tiểu thiệt hữu thanh     | tiếng Đan Mạch                        | rød          | [ʁ̞œ̠ð̠]         | đỏ               |
| ʟ̠   | âm tiếp cận bên tiểu thiệt hữu thanh | tiếng Anh (một số người nói giọng Mỹ) | wool         | [wʊʟ̠]         | lông len         |